# Marija Tolj
Marija Tolj (* 29. November 1999 in Orebić) ist eine kroatische Diskuswerferin, die gelegentlich auch im Kugelstoßen an den Start geht.

## Sportliche Laufbahn
Erste Erfahrungen auf Wettkämpfen internationaler Ebene sammelte Marija Tolj beim Europäischen Olympischen Jugendfestival 2015 in der georgischen Hauptstadt Tiflis. Dort schied sie im Kugelstoßen in der Qualifikation aus und belegte im Diskuswurf den sechsten Platz. Ein Jahr später belegte sie bei den erstmals ausgetragenen U18-Europameisterschaften ebendort den fünften Platz im Kugelstoßen sowie Platz vier im Diskuswurf. Wenig später schied sie bei den U20-Weltmeisterschaften im polnischen Bydgoszcz in beiden Disziplinen in der Qualifikation aus. 2017 nahm Tolj an den U20-Europameisterschaften in Grosseto teil und belegte dort mit 52,97 Metern den vierten Platz. 2018 erreichte sie bei den U20-Weltmeisterschaften in Tampere mit 45,07 m Rang elf und schied anschließend bei den Europameisterschaften in Berlin mit 55,52 m in der Qualifikation aus. Im Jahr darauf siegte sie bei den U23-Europameisterschaften in Gävle mit einer Weite von 62,76 m und qualifizierte sich damit für die Weltmeisterschaften in Doha, bei denen ihr in der Qualifikation kein gültiger Versuch gelang. 2021 belegte sie bei den U23-Europameisterschaften in Tallinn mit 53,62 m den fünften Platz im Diskuswurf und erreichte im Kugelstoßen mit 15,74 m Rang zehn. Anschließend nahm sie im Diskuswurf an den Olympischen Spielen in Tokio teil, verpasste dort aber mit 61,48 m den Finaleinzug.
2022 siegte sie bei den Mittelmeerspielen in Oran mit neuer Bestleistung von 64,71 m und erreichte anschließend bei den Weltmeisterschaften in Eugene das Finale, in dem sie sich mit 63,07 m auf dem achten Platz klassierte. Im August belegte sie bei den Europameisterschaften in München mit 63,37 m den sechsten Platz. Im Jahr darauf wurde sie bei der 2. Liga der Team-Europameisterschaft im Zuge der Europaspiele in Chorzów mit 57,06 m Dritte und schied anschließend bei den Weltmeisterschaften in Budapest mit 58,92 m in der Qualifikationsrunde aus. 2024 siegte sie mit 61,17 m bei den Balkan-Meisterschaften in Izmir. Kurz darauf belegte sie bei den Europameisterschaften in Rom mit 61,42 m den achten Platz, ehe sie bei den Olympischen Sommerspielen in Paris mit 59,87 m den Finaleinzug verpasste.
In den Jahren von 2016 bis 2022 wurde Tolj kroatische Meisterin im Kugelstoßen und 2016 und von 2018 bis 2024 auch im Diskuswurf. Zudem sicherte sie sich zwischen 2016 und 2021 den Hallenmeistertitel im Kugelstoßen.

## Persönliche Bestleistungen
- Kugelstoßen: 15,99 m, 27. Februar 2021 in Zagreb
- Diskuswurf: 64,71 m, 30. Juni 2022 in Oran